# Бушардо, Югетт
Юге́тт Бушардо́ (фр. Huguette Bouchardeau) (1 июня 1935 года, Сент-Этьен, Франция) — французский политик-социалист, издатель, эссеист и биограф.

## Политическая карьера
Югетт Бушардо была национальным секретарём Объединённой социалистической партии в 1979—1981 годах и кандидатом на президентских выборах 1981 года от партии, на которых получила 1,1 % голосов. После выборов стала министром окружающей среды в кабинетах премьер-министров Пьера Моруа (1981—1984) и Лорана Фабиуса (1984—1986).